# Michel Navratil

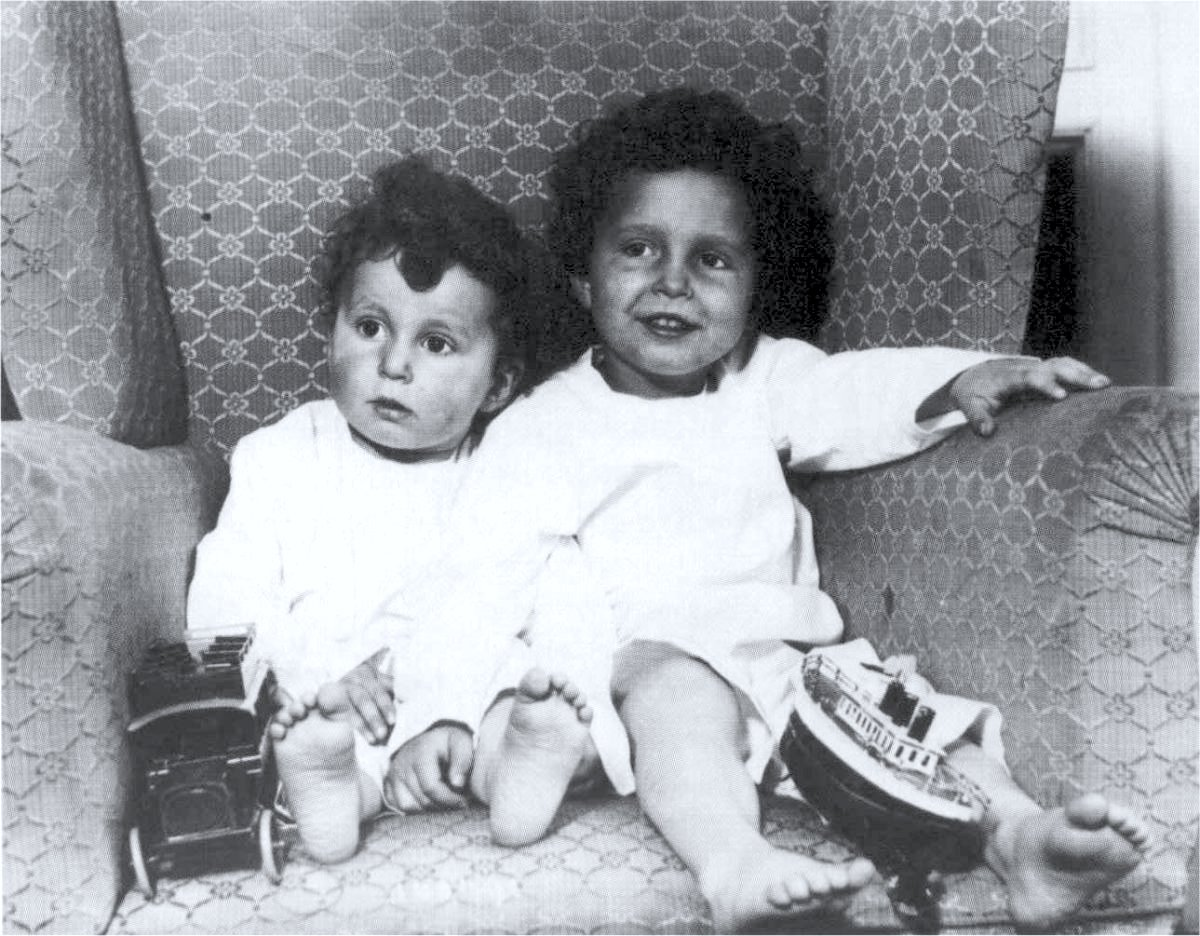
Michel Navratil (rechts) mit seinem Bruder Edmond kurz nach dem Untergang der Titanic

Michel Marcel Navratil (* 12. Juni 1908 in Nizza, Frankreich; † 30. Januar 2001 in Saint-Clément-de-Rivière, nähe von Montpellier, Frankreich) war ein französischer Philosoph, der Professor an der Universität Montpellier war. Er war zum Zeitpunkt seines Todes einer der letzten männlichen Überlebenden des Untergangs der Titanic.

## Leben
Michel Navratil war das älteste von zwei Kindern von Michel Navratil Sr. und dessen Ehefrau Marcelle. Unter dem Decknamen „Louis M. Hoffman“, der von einem Freund des Vaters entlehnt war, begab sich sein Vater am 10. April 1912 in Southampton zusammen mit ihm und seinem Bruder Edmond Roger (* 5. März 1910) als Passagier auf die Titanic. Der Grund war ein erbitterter Sorgerechtsstreit in Frankreich mit Marcelle Navratil, in dessen Verlauf Michel Navratil Sr. die Kinder entführt hatte.
In der Nacht auf den 15. April 1912 schliefen die Jungen, als ihr Vater in ihre Kabine, F-2, stürzte, sie aufweckte und mit einem anderen Fahrgast durch Absperrungen und Korridore hinauf aufs Bootsdeck brachte. Hier setzte er die Kinder in Klappboot D, das letzte abfierende Rettungsboot, und trug ihnen Grüße an die Mutter auf. Michel Navratil Sr. kam in jener Nacht ums Leben. Nach dem Untergang erklärte sich zunächst die Erste-Klasse-Passagierin Margaret Hays bereit, die Jungen bei ihrer Ankunft in New York City bei sich aufzunehmen und zu versorgen, da es die einzigen Kinder waren, die ohne einen Elternteil oder Vormund überlebt hatten. Über Zeitungen, in denen das Foto der Jungen um die Welt ging, erfuhr Marcelle Navratil vom Schicksal ihrer Söhne. Am 16. Mai 1912 traf die Mutter ihre Söhne und kehrte mit ihnen an Bord der Oceanic nach Frankreich zurück.
Navratil besuchte die Universität, wo er 1933 seine spätere Ehefrau kennenlernte. Er selbst wurde Doktor und 1952 Professor für Philosophie an der Universität Montpellier. Seine Emeritierung erfolgte 1969. In einem Interview erklärte er, er sei im Alter von vier Jahren gestorben.

## Schriften
- Introduction critique à une découverte de la pensée, Presses universitaires de France, Paris 1954
- Les tendances constitutives de la pensée vivante, Presses universitaires de France, Paris 1954